# Radzibórz
Radzibórz [pronunciación en polaco: /raˈd͡ʑibuʂ/] es un pueblo ubicado en el distrito administrativo de Gmina Parzęczew, dentro del Distrito de Zgierz, Voivodato de Łódź, en Polonia central. Se encuentra aproximadamente a 5 kilómetros al sureste de Parzęczew, a 14 kilómetros al noroeste de Zgierz, y a 21 kilómetros al noroeste de la capital regional Łódź.
El pueblo tiene una población de 20 habitantes.